# Comuna Kozlînîci, Kovel
Kozlînîci (în ucraineană Козлиничі) este o comună în raionul Kovel, regiunea Volînia, Ucraina, formată din satele Hrîveatkî, Kozlînîci (reședința), Lukivka și Șkurat.

## Demografie
Componența lingvistică a satului Kozlînîci
     Ucraineană (99,54%)
     Alte limbi (0,46%)
Conform recensământului din 2001, majoritatea populației satului Kozlînîci era vorbitoare de ucraineană (99,54%), existând în minoritate și vorbitori de alte limbi.